# Stephen Dobbie
Stephen Dobbie (ur. 5 grudnia 1982 w Glasgow, Szkocja) – szkocki napastnik występujący we Fleetwood Town, do którego jest wypożyczony z Crystal Palace.